# ناحیه ترا اوت، شهرستان هندرسون، ایلینوی
ناحیه ترا اوت (به انگلیسی: Terre Haute Township) یک منطقهٔ مسکونی در ایالات متحده آمریکا است که در شهرستان هندرسون، ایلینوی واقع شده‌است. ناحیه ترا اوت ۲۲۲ متر بالاتر از سطح دریا واقع شده‌است.